# Dorfkirche Krieschow

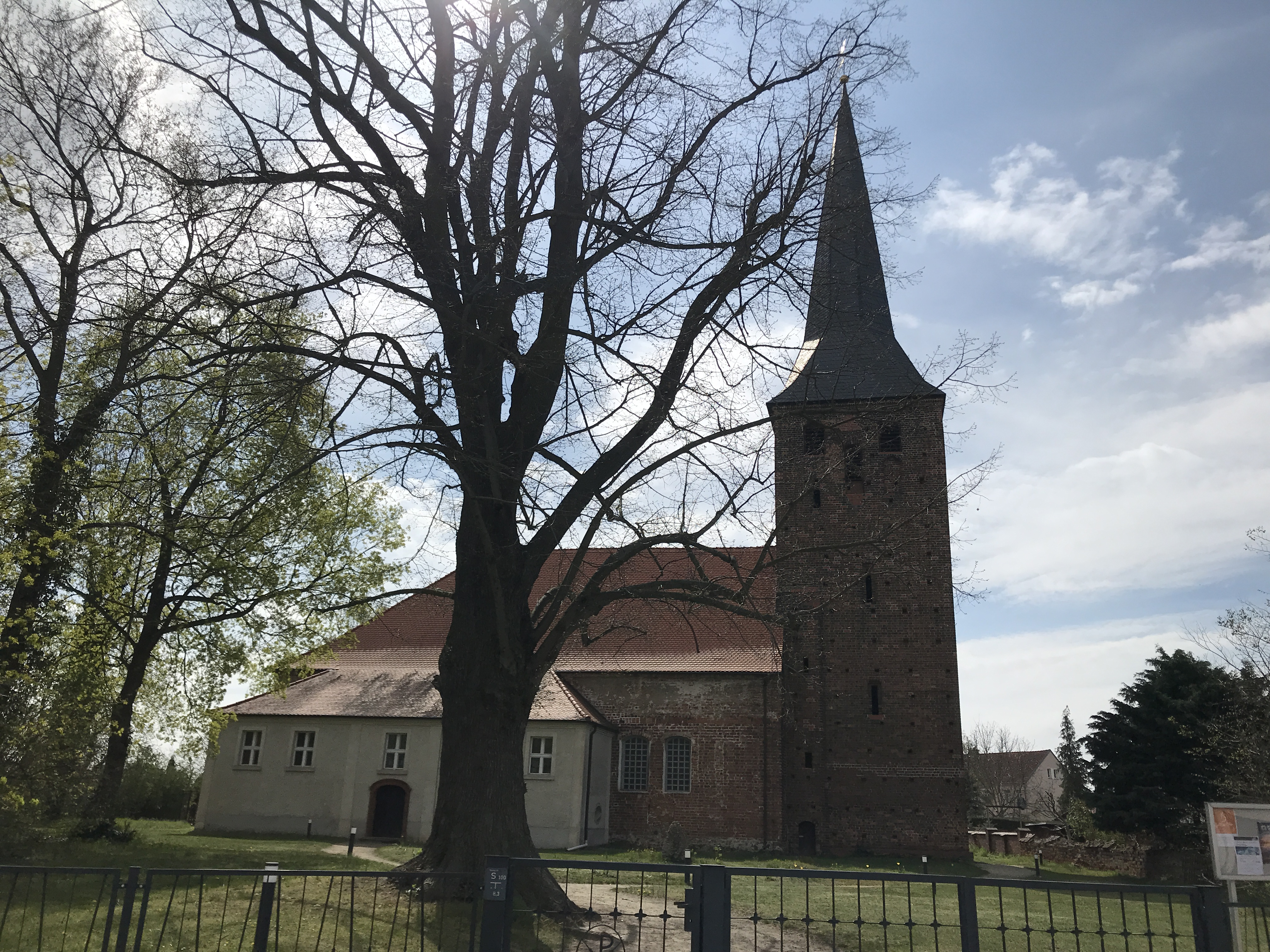
Dorfkirche Krieschow

Die evangelische Dorfkirche Krieschow ist eine Saalkirche in Krieschow, einem Ortsteil der Gemeinde Kolkwitz im Landkreis Spree-Neiße in Brandenburg. Sie gehört zur Kirchengemeinde Papitz-Krieschow im Kirchenkreis Cottbus der Evangelischen Kirche Berlin-Brandenburg-schlesische Oberlausitz.

## Lage
Die Kreisstraße 7132 führt von Süden kommend auf die Lausitzer Straße zu, die in West-Ost-Richtung verläuft. Die Kirche steht südöstlich dieser Kreuzung auf einem Grundstück mit einem Kirchfriedhof, der mit einem Zaun eingefriedet ist.

## Geschichte
Das Brandenburgische Landesamt für Denkmalpflege und Archäologische Landesmuseum (BLDAM) gibt in seiner Datenbank an, dass die Kirche in der zweiten Hälfte des 15. Jahrhunderts entstand. Der Kirchturm wurde einige Jahre später hinzugefügt. Im Dreißigjährigen Krieg erlitt das Bauwerk erhebliche Schäden. Im 17. Jahrhundert wurden das Kirchenschiff erhöht, die Fenster „barock“ vergrößert sowie der Ostgiebel beseitigt und eine Patronatsloge sowie eine Sakristei angebaut. Die Kirchengemeinde vermutet, dass der Turm beim Wiederaufbau des Kirchenschiffs teilweise abgetragen wurde. Vermutlich kam bei diesen Umbauarbeiten anschließend der Knickhelm hinzu. Im 18. Jahrhundert erhielt der Innenraum eine Putzdecke.
Im Zweiten Weltkrieg wurde das Dach Kirche zwei Mal beschädigt und anschließend wieder instand gesetzt. Anschließend wurden in den Patronatslogen eine Winterkirche sowie Unterrichtsräume eingebaut, die 1993/1994 restauriert wurden.

## Baubeschreibung

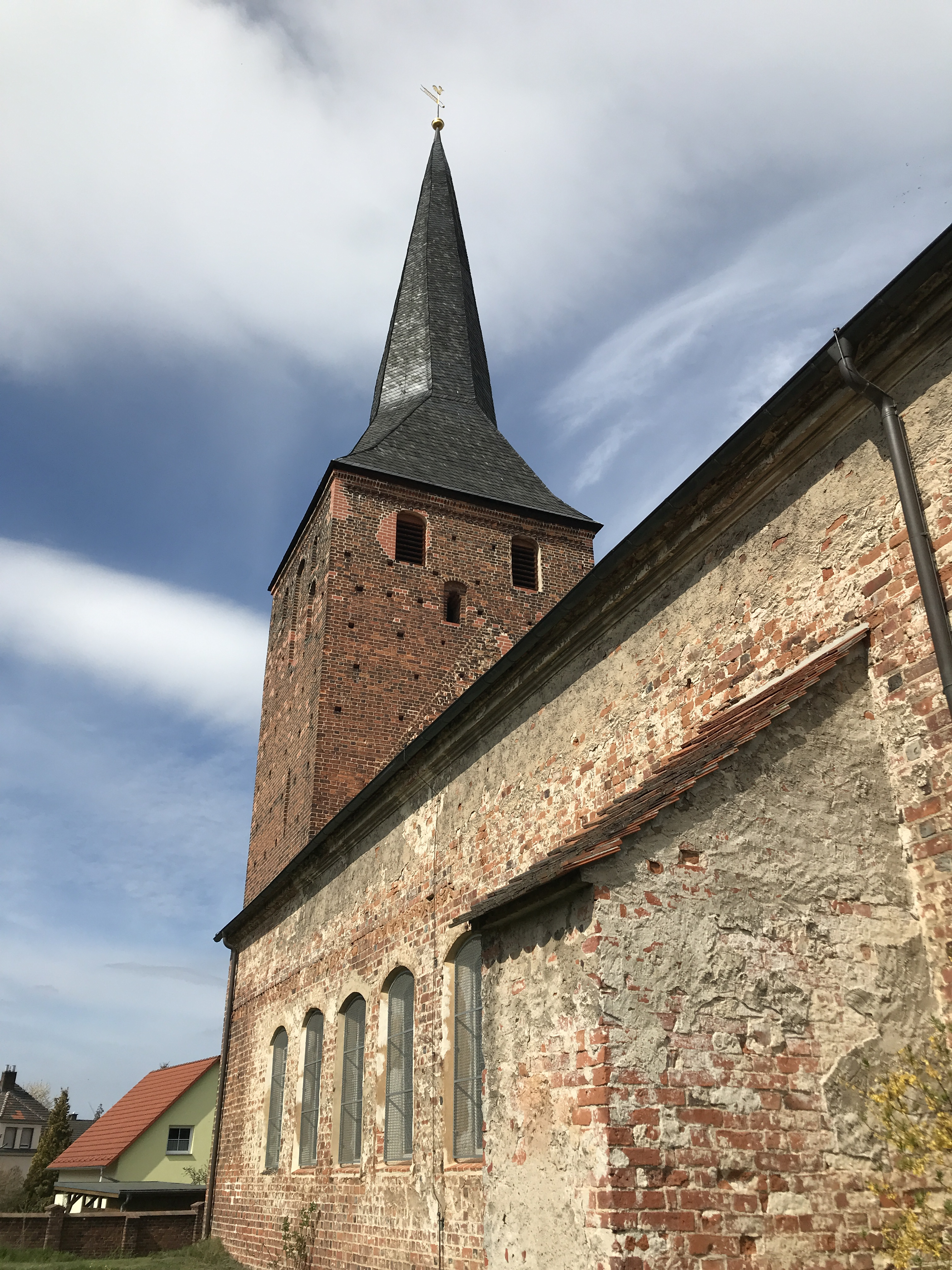
Ansicht von Südosten

Das Bauwerk entstand im Wesentlichen aus rötlichem Mauerstein, der teilweise verputzt ist. Im Sockel wurden unbehauene und nicht lagig geschichtete Feldsteine verwendet. Der Chor ist gerade und nicht eingezogen. An der Ostwand sind drei große Öffnungen, von denen die mittlere mit Mauersteinen zugesetzt ist. Davor ist ein kleiner Anbau mit verputzten Lisenen und einen hochrechteckigen Fenster an der Ostseite, der als Sakristei dient.
Daran schließt sich nach Westen das Kirchenschiff an. An der Nordseite dominiert die große Patronatsloge, die fast die gesamte Länge des Langhauses einnimmt. Sie kann von Norden her über ein großes Portal betreten werden. Darüber ist ein hochrechteckiges Fenster. Der Eingangsbereich wird von zwei Lisenen optisch vom übrigen Baukörper getrennt. Dort sind an jeder Seite zwei ebenfalls kleine und hochgesetzte Fenster. An der Westseite ist ein kleines, tiefgesetztes Ochsenauge. Unterhalb war zu einer früheren Zeit eine Gruft. An der verbleibenden Langwand sind zwei gedrückt-segmentbogenförmige Fenster, darunter leicht ausmittig nach Westen verschoben eine zugesetzte Pforte. An der Südwand befinden sich sieben große Fenster, gefolgt von einem mächtigen Strebepfeiler im östlichen Bereich des Langhauses. Das Schiff trägt ein schlichtes Satteldach, das nach Osten hin abgewalmt ist.
Der Westturm hat einen quadratischen Grundriss und ist gegenüber dem Schiff eingezogen. Er kann von Westen her über ein spitzbogenförmiges, vierfach getrepptes Portal betreten werden. Im Sockel sind an der Nord- und Südseite in Richtung des Langhauses je ein weiterer Zugang. Das untere Geschoss ist mit einem Rautenmuster versehen; darüber fehlt es. Die ursprünglichen, rundbogenförmigen Klangarkaden sind zugesetzt. An jeder Seite sind zwei kleine Öffnungen. Darüber folgt ein im 19. Jahrhundert aufgesetzter oktogonaler Knickhelm, der mit Turmkugel und Wetterfahne abschließt.

## Ausstattung

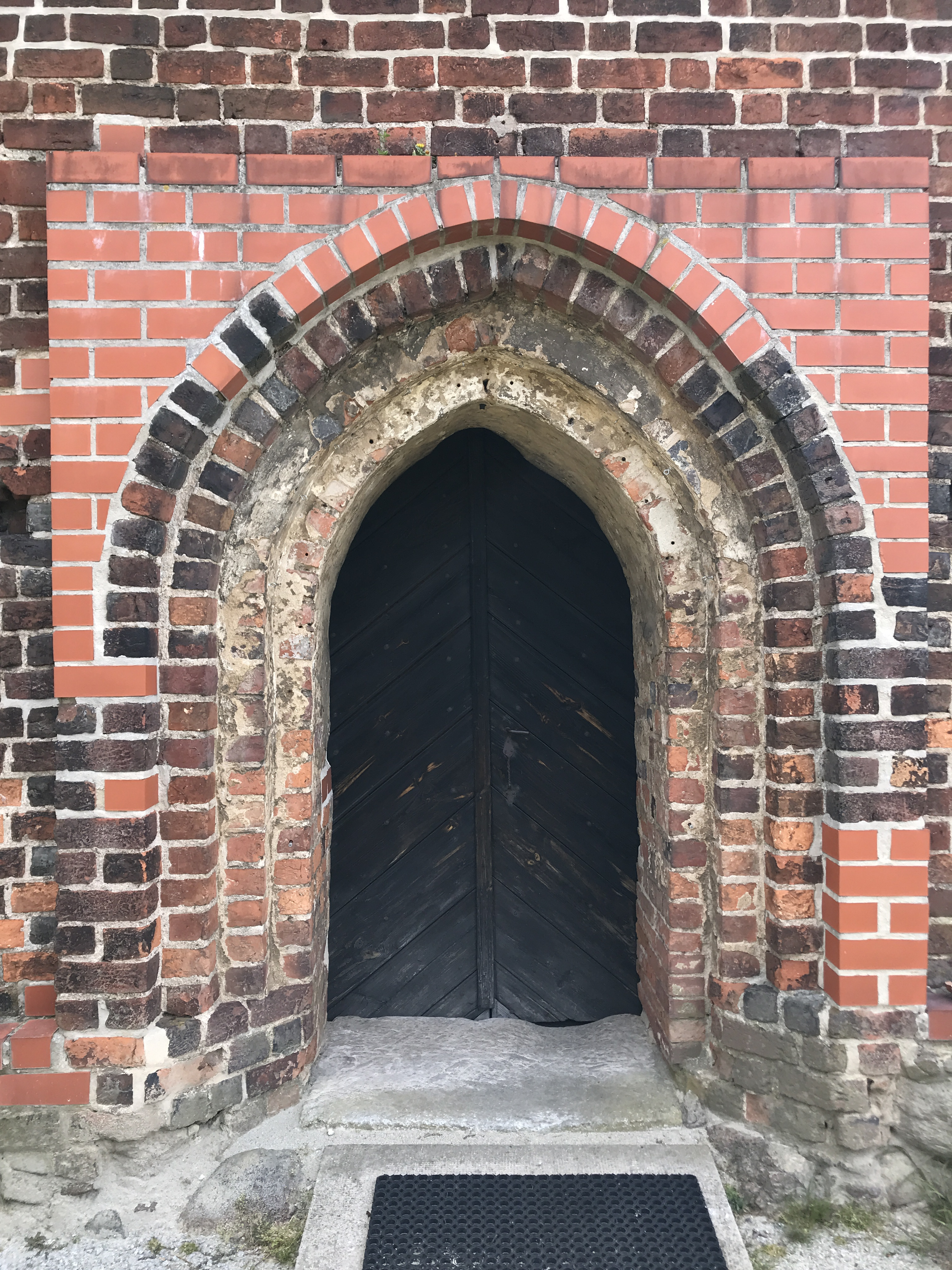
Westportal

Das hölzerne Altarretabel ist auf das Jahr 1680 datiert und stammt vermutlich vom Kunsttischler Georg Wolschke aus Calau. Das Werk wurde vermutlich beim Einbau der Putzdecke im 18. Jahrhundert verändert. Es besteht aus einem dreigeschossigen Aufbau mit gewundenen Säulen und Knorpelwerk. In der Predella ist die Gebur Jesu zu sehen, darüber auf einem Sockel das Abendmahl Jesu zwischen zwei Spruchkartuschen. Das Altarblatt zeigt die Kreuzigungsgruppe, wobei nur das Kruzifix plastisch herausgearbeitet wurde. Die rundbogigen Seitenfelder zeigen Gemälde der Geißelung und der Grablegung. Im Altarauszug ist die Auferstehung Jesu Christi abgebildet. Seitlich ordnete Wolschke zwei Standfiguren an, die Christus als Gärtner sowie Maria Magdalena zeigen. Oberhalb des Auszugs war ursprünglich eine Kartusche mit einem Himmelsfahrtsgemälde, das sich nun in der Turmhalle befindet. Nach dem Umbau befindet sich dort ein Posaunenengel.
Der wuchtige Kanzelkorb stammt vermutlich auch aus der Werkstatt Wolkschkes und besteht aus einem polygonalen Korb, der auf einer kleinen Mosesfigur ruht. In den Feldern am Aufgang sind Bilder der Evangelisten, dazwischen kleine geschnitzte Figuren der Apostel. Oberhalb ist ein achteckiger Schalldeckel mit Spangenkrone und Gottvater. An der Rückwand ist ein Porträt des Pastors Johannes Korn zwischen den Aposteln Jacobus und Matthias abgebildet, der 1682 starb.
Die Fünte wurde aus Zinn im Jahr 1654 gearbeitet. Die Hufeisenempore sind zweigeschossig. Darauf steht im westlichen Bereich eine Orgel von Barnim Grüneberg aus dem Jahr 1880. Das Instrument verfügt über sieben Manual und zwei Pedale. Ein Epitaph erinnert an die 1604 verstorbene Eva von Rohr.
Vor der Nordseite steht ein Muschelgrabstein, der an die 1813 verstorbene Wilhelmine Juliane von Mattenberg, eine enge Verwandte des damaligen Rittergutsbesitzers von Normann, erinnert.